# Staphylothermus
Genre
Espèces de rang inférieur
- Staphylothermus hellenicus
- Staphylothermus marinus

Staphylothermus est un genre d'archées de la famille des Desulfurococcaceae. Il s'agit de microorganismes anaérobies hyperthermophiles hétérotrophes qui produisent leur énergie métabolique en oxydant le soufre. Staphylothermus marinus se développe à des températures allant de 65 à 98 °C, avec un optimum de 85 à 92 °C, préférant les environnements aqueux chauds tels que les sources hydrothermales sous-marines. Cette archée se développe idéalement à pH 6,5 mais tolère un intervalle de pH compris entre 4,5 et 8,5. Elle préfère une salinité de 1 à 3,5 % de NaCl. Staphylothermus hellenicus quant à elle se développe à une température idéalement de 85 °C, à pH 6 et dans une eau salée de 3 à 4 % de NaCl.
Staphylothermus marinus s'agrège en grappes de raisin qui, lorsque les nutriments se font rares dans le milieu, comprennent une centaine de cellules et atteignent de 0,5 à 1 mm de large, tandis que, lorsque les nutriments sont abondants, ces agrégats peuvent atteindre 15 mm de diamètre. Cette archée possède un chromosome circulaire contenant 1 610 gènes codant des protéines et 49 gènes à ARN. La couche S comprend une glycoprotéine de 92 kDa appelée tétrabrachion qui s'organise en réseau peptidique tout autour de la cellule et résiste aux températures élevées et aux produits chimiques qui dénaturent la plupart des autres protéines.
Staphylothermus hellenicus ne contient pas de tétrabrachion dans sa paroi cellulaire. C'est une archée hétérotrophe anaérobie obligatoire d'un diamètre de 0,8 à 1,3 µm. Elle forme des grappes d'une cinquantaine de cellules. Elle contient un chromosome circulaire contenant 1 599 gènes codant des protéines et 50 gènes à ARN.
Ces archées réduisent le soufre en sulfure d'hydrogène H2S en utilisant l'hydrogène H2 à l'aide d'enzymes capables de fonctionner à des températures qui dénatureraient les protéines des espèces mésophiles.